# Crystal Palace FC (női csapat)
A Crystal Palace FC sportegyesületének 1992-ben létrehozott női labdarúgó szakosztálya, amely az angol másodosztályban szerepel.

## Klubtörténet
Alakulásukat követően Surrey megye alsóbb ligáiban szerepeltek. 2003-ban sikerült kivívniuk első alkalommal az országos bajnokságban való részvételt, miután megnyerték a regionális pontvadászatot.
A 2018-ban félprofivá vált klub a másodosztály egyik alapítójaként évről évre javuló tendenciával szilárdította meg helyét a ligában és a 2023–24-es kiírásban bajnoki címet szereztek, mellyel történetük során első alkalommal jutottak fel az élvonalba.

## Játékoskeret
2024. augusztus 15-től
| #  |     | Poszt | Név                                  |
| -- | --- | ----- | ------------------------------------ |
| 30 | USA | K     | Shae Yanez                           |
| 31 | ENG | K     | Annis-Clara Wright                   |
| 2  | DEN | V     | Katrine Veje                         |
| 3  | ENG | V     | Felicity Gibbons                     |
| 6  | ENG | V     | Aimee Everett                        |
| 29 | ENG | V     | Jorja Fox (kölcsönben a Chelsea-től) |
| 77 | IRL | V     | Isibeal Atkinson                     |
| 4  | SCO | KP    | Chloe Arthur                         |
| 7  | ENG | KP    | Isabella Sibley                      |

| #  |     | Poszt | Név                |
| -- | --- | ----- | ------------------ |
| 15 | IRL | KP    | Hayley Nolan       |
|    | DEN | KP    | Mille Gejl         |
| 8  | ENG | CS    | Molly-Mae Sharpe   |
| 9  | WAL | CS    | Elise Hughes       |
| 10 | ENG | CS    | Annabel Blanchard  |
| 24 | ENG | CS    | Shanade Hopcroft   |
| 27 | IRL | CS    | Abbie Larkin       |
|    | NZL | CS    | Indiah-Paige Riley |
|    | NED | CS    | Ashleigh Weerden   |

## Korábbi híres játékosok
| - Rinsola Babajide - Bianca Baptiste - Kirsty Barton - Lia Cataldo - Rianna Dean - Araya Dennis - Rebecca Duggan - Millie Farrow - Annabel Johnson - Fran Kitching - Demi Lambourne - Helen Nkwocha - Ellie Noble - Chloe Peplow - Carmaine Walker | - Freya Holdaway - Ciara Watling - Abbie Larkin - Paige Bailey-Gayle - Siobhan Wilson - Leigh Nicol - Kirsten Reilly - Ria Percival - Ffion Morgan |